# Червоний хрест з портретами
Імператорське великоднє яйце «Червоний хрест» з портретами — ювелірний виріб фірми Карла Фаберже, виготовлений на замовлення російського імператора Миколи II у 1915 році. Було подароване імператором матері Марії Федорівні. Яйце вкрите коштовностями та емаллю виготовлене Генріхом Вігстремом (1862—1923) під керівництвом російського ювеліра Пітера Карла Фаберже в 1915 році.

## Історія
Марія Федорівна, мати царя Миколи II, служила в Червоному Хресті під час російсько-турецької війни 1877 року, а пізніше була президентом Червоного Хреста з 1894 року до своєї смерті. Коли на Великдень 1915 року цар подарував їй яйце Імператорського Червоного Хреста, вона все ще була головою російського відділення Міжнародного Червоного Хреста.
З початком Першої світової війни в 1914 році Олександра та її старші доньки Ольга і Тетяна стали медсестрами-практикантами, а імператорські палаци були перетворені на тимчасові госпіталі. Після краху династії Романових під час Російської революції вдова імператриця була однією з небагатьох найближчих родичів, які втекли від Червоної армії. У квітні 1919 року вона втекла до рідного дому в Данію, залишивши писанку Імперського Червоного Хреста.
У 1930 році пасхальне яйце Імператорського Червоного Хреста разом із дев'ятьма іншими імператорськими яйцями було продано Антикваріатом галереї Армандом Гаммером в Нью-Йорку. Це було перше з п'яти імператорських яєць Фаберже, придбаних Ліліан Томас Пратт, дружиною Джона Лі Пратта, у 1933 році. Її колекція Фаберже була передана Музею образотворчих мистецтв Вірджинії в Річмонді, штат Вірджинія, після її смерті в 1947 році. Пасхальне яйце Імперського Червоного Хреста наразі можна побачити як частину Європейської колекції декоративного мистецтва.